# Tarławki
Tarławki (deutsch Taberlack) ist ein Ort in der polnischen Woiwodschaft Ermland-Masuren und gehört zur Stadt- und Landgemeinde Węgorzewo (Angerburg) im Powiat Węgorzewski (Kreis Angerburg).

## Geographische Lage
Tarławki liegt im Nordosten der Woiwodschaft Ermland-Masuren, elf Kilometer südwestlich der Kreisstadt Węgorzewo (Angerburg).

## Geschichte
Das seinerzeit Taberlauken genannte kleine Dorf wurde im Jahre 1412 gegründet und wurde auch Thawerlauken, vor 1785 Daberlack genannt. Es bestand im Wesentlichen aus einem Gut und mehreren Höfen. Im Jahre 1874 wurde Taberlack in den neu errichteten Amtsbezirk Steinort im Kreis Angerburg im Regierungsbezirk Gumbinnen (polnisch Szynort) der preußischen Provinz Ostpreußen eingegliedert, zu dem das Dorf mit dem Wohnplatz Mittenort (polnisch Tarławecki Róg) bis 1945 gehörte.
Im Jahre 1910 zählte der Gutsbezirk Taberlack 183 Einwohner und vergrößerte sich am 30. September 1928 um das benachbarte Gutsdorf Serwillen (polnisch Surwile) zur neuen Landgemeinde Taberlack, die 1933 insgesamt 282 und 1939 noch 256 Einwohner zählte.
In Kriegsfolge kam Taberlack 1945 mit dem südlichen Ostpreußen zu Polen und erhielt die polnische Namensform „Tarławki“. Heute ist es ein kleiner Ort im Verbund der Stadt- und Landgemeinde Węgorzewo im Powiat Węgorzewski, vor 1998 der Woiwodschaft Suwałki, seither der Woiwodschaft Ermland-Masuren zugehörig.

## Kirche
Bis 1945 war Taberlack in die evangelische Kirche Rosengarten in der Kirchenprovinz Ostpreußen der Kirche der Altpreußischen Union sowie in die katholische Kirche zum Guten Hirten in Angerburg im damaligen Bistum Ermland eingepfarrt. Heute gehört Tarławki zur Pfarrei der katholischen Christkönigskirche in Radzieje im jetzigen Bistum Ełk (Lyck) der Römisch-katholischen Kirche in Polen bzw. zur evangelischen Kirchengemeinde in Węgorzewo, einer Filialgemeinde der Pfarrei in Giżycko (Lötzen) in der Diözese Masuren der Evangelisch-Augsburgischen Kirche in Polen.

## Persönlichkeiten
- Meinhard von Lehndorff (1590–1639), kurbrandenburgischer Obristleutnant, Amtshauptmann und Landrat in Rastenburg, war Erbherr zu Taberlack
- Robert Carlsen (1879–1959), deutscher Offizier, Landwirt, Politiker (DNVP), 1919 bis 1934 Rittergutspächter auf Taberlack

## Verkehr
Tarławki liegt an einer Nebenstraße, die von Kamionek Wielki (Ziegelei Steinort) über Surwile (Serwillen) in den Powiat Kętrzyński (Kreis Rastenburg) bis nach Silec (Schülzen) verläuft. Kamionek Wielki (bis 1928 „Groß Steinort“, 1928 bis 1945 „Steinort“ genannt) ist die nächste Bahnstation an der allerdings nicht mehr regulär betriebenen Bahnstrecke Kętrzyn–Węgorzewo (Rastenburg–Angerburg).